# Keegan Akin
Keegan Lee Akin, född den 1 april 1995 i Alma i Michigan, är en amerikansk professionell basebollspelare som spelar för Baltimore Orioles i Major League Baseball (MLB). Akin är vänsterhänt pitcher.
Akin studerade vid Western Michigan University och spelade för skolans basebollag Western Michigan Broncos. Han debuterade i MLB 2020 för Baltimore Orioles.